# Classe Kaiser Friedrich III
A Classe Kaiser Friedrich III foi uma classe de couraçados pré-dreadnought operada pela Marinha Imperial Alemã, composta pelo SMS Kaiser Friedrich III, SMS Kaiser Wilhelm II, SMS Kaiser Wilhelm der Grosse, SMS Kaiser Karl der Grosse e SMS Kaiser Barbarossa. Suas construções ocorreram entre 1895 e 1902, sendo comissionados a partir de 1898. Seu projeto foi limitado pela infraestrutura da época, especialmente docas secas e instalações portuárias, fazendo com que fossem menores do que navios contemporâneos de outras marinhas. Foram equipados com uma bateria principal de canhões menores, pois os alemães valorizavam cadência de tiro sobre peso dos projéteis.
Os couraçados da Classe Kaiser Friedrich III eram armados com uma bateria principal composta por quatro canhões de 238 milímetros montados em duas torres de artilharia duplas. Tinham um comprimento de fora a fora de 125 metros, boca de vinte metros, calado de quase oito metros e um deslocamento carregado de mais de onze mil toneladas. Seus sistemas de propulsão eram compostos por doze caldeiras a carvão que alimentavam três motores de tripla-expansão, que por sua vez giravam três hélices até uma velocidade máxima de dezessete nós (32 quilômetros por hora). Os navios também eram protegidos por um cinturão de blindagem com 150 a 300 milímetros de espessura.
Os navios tiveram uma carreira tranquila em tempos de paz, com o Kaiser Wilhelm II servindo de capitânia para a frota alemã. Suas principais atividades foram exercícios de treinamento de rotina e cruzeiros pelo Mar Báltico e Mar do Norte. Eles foram tirados das principais formações da frota no início da década de 1900 à medida que couraçados mais modernos foram entrando em serviço. Todos passaram por reconstruções entre 1907 e 1910, com exceção do Kaiser Karl der Grosse, sendo depois disso colocados na reserva. O resto de suas carreira em tempos de paz consistia de reativações periódicas apenas para que pudessem participar das manobras de treinamento anuais da frota.
A Primeira Guerra Mundial começou em julho de 1914 e os couraçados foram trazidos de volta ao serviço e designados para a V Esquadra. Foram inicialmente encarregados da defesa litorânea do Mar do Norte, mas logo transferidos para o Báltico a fim de dar suporte para operações contra a Rússia. Pouco fizeram e retornaram para o Mar do Norte no início de 1915, porém todos foram tirados de serviço em março devido a ameaças de armas modernas e submarinos na área, mais uma escassez de tripulações. Foram usados pelo restante do conflito em uma variedade de deveres secundários. Foram todos desmontados no início da década de 1920 de acordo com os termos do Tratado de Versalhes.